# Aega dofleini
Aega dofleini är en kräftdjursart som beskrevs av Thielemann 1910. Aega dofleini ingår i släktet Aega och familjen Aegidae. Inga underarter finns listade i Catalogue of Life.